# Pabillonis
Pabillonis (sardisk: Pabillònis) er en by og en kommune (comune) i provinsen Sud Sardegna i regionen Sardinien i Italien. Byen ligger i 42 meters højde og har 2.781 indbyggere (2016). Kommunen har et areal på 37,42 km² og grænser til kommunerne Gonnosfanadiga, Guspini, Mogoro, San Gavino Monreale, San Nicolò d'Arcidano og Sardara.